# Skenea laevigata
Skenea laevigata är en snäckart som först beskrevs av Friele 1876.  Skenea laevigata ingår i släktet Skenea och familjen Skeneidae. Inga underarter finns listade i Catalogue of Life.